# Palaeoheterodonta
Palaeoheterodonta là một phân lớp của động vật thân mềm hai mảnh vỏ. Nó chứa các bộ còn tồn tại là Unionida (trai nước ngọt) và Trigoniida.

## Palaeoheterodonta được phân loại năm 2010
Năm 2010, một hệ thống phân loại mới được đề xuất cho Bivalvia đã được công bố bởi Bieler. Carter và Coan sửa đổi phân loại của thân mềm hai mảnh vỏ, bao gồm cả phân lớp Paleoheterodonta. Các siêu họ và họ như được liệt kê bởi Bieler et al. Việc sử dụng † cho biết các họ và siêu họ đã tuyệt chủng.
Siêu lớp: Palaeoheterodonta

### Bộ:Trigoniida[2]
- Siêu họ †Beichuanioidea Liu & Gu, 1988
  - Họ †Beichuaniidae Liu & Gu, 1988
- Siêu họ †Megatrigonioidea Van Hoepen, 1929
  - Họ †Megatrigoniidae Van Hoepen, 1929
  - Họ †Iotrigoniidae Savelive, 1958
  - Họ †Rutitrigoniidae Van Hoepen, 1929
- Siêu họ †Myophorelloidea Kobayashi, 1954
  - Họ †Myophorellidae Kobayashi, 1954
  - Họ †Buchotrigoniidae Leanza, 1993</small
  - Họ †Laevitrigoniidae Savelive, 1958
  - Họ †Vaugoniidae Kobayashi, 1954
- Siêu họ Trigonioidea Lamarck, 1819
  - Họ Trigoniidae Lamarck, 1819
  - Họ †Eoschizodidae Newell & Boyd, 1975 (syn: Curtonotidae)
  - Họ †Groeberellidae Pérez, Reyes, & Danborenea 1995
  - Họ †Myophoriidae Bronn, 1849 (syn: Cytherodontidae, Costatoriidae, Gruenewaldiidae)
  - Họ †Prosogyrotrigoniidae Kobayashi, 1954
  - Họ †Scaphellinidae Newell & Ciriacks, 1962
  - Họ †Schizodidae Newell & Boyd, 1975
  - Họ †Sinodoridae Pojeta & Zhang, 1984

### Bộ:Unionida[3]
- Siêu họ †Archanodontoidea Modell, 1957 (placement in Unionoida uncertain)
  - Họ †Archanodontidae Modell, 1957
- Siêu họ Etherioidea Deshayes, 1832
  - Họ Etheriidae Deshayes, 1832 (syn: Mulleriidae, Pseudomulleriidae)
  - Họ Iridinidae Swainson, 1840 (syn: Mutelidae, Pleiodontidae)
  - Họ Mycetopodidae Gray, 1840
- Siêu họ Hyrioidea Swainson, 1840
  - Họ Hyriidae Swainson, 1840
- Siêu họ †Trigonioidoidea Cox, 1952
  - Họ †Trigonioididae Cox, 1952
  - Họ †Jilinoconchidae Ma, 1989 (placement uncertain)
  - Họ †Nakamuranaiadidae Guo, 1981 (syn:Sinonaiinae, Nippononaiidae)
  - Họ †Plicatounionidae Chen, 1988
  - Họ †Pseudohyriidae Kobayashi, 1968
  - Họ †Sainschandiidae Kolesnikov, 1977
- Siêu họ Unionoidea Rafinesque, 1820
  - Họ Unionidae Rafinesque, 1820
  - Họ Liaoningiidae Yu & Dong, 1993 (placement uncertain)
  - Họ Margaritiferidae Henderson, 1929 (syn:Margaritaninae, Cumberlandiinae, Promargaritiferidae)
  - Họ †Sancticarolitidae Simone & Mezzalira, 1997